# Экономические очерки
Экономические очерки — книга российского экономиста В. К. Дмитриева, одно из наиболее значимых произведений в истории российской экономической науки.

## Структура
Книга включает три так называемых очерка (14 глав):
- Очерк 1. Теория ценности Д. Рикардо: опыт точного анализа (Введение и 4 ненумерованные главы) (1898);
- Очерк 2. Теория конкуренции Ог. Курно (7 глав) (1902);
- Очерк 3. Теория предельной полезности (3 главы и Заключение) (1902).

В 1904 г. все три очерка вышли в одной книге под названием: «Экономические очерки. Серия I-я. Опыт органического синтеза теории ценности и теории предельной полезности». Ученый намеревался подготовить вторую серию, которая также должна была включать 3 очерка: о теории ренты, промышленных кризисов и денежного обращения, но планы экономиста остались неосуществлёнными.

## Идеи
Российский ученый сформулировал ряд идей современной экономической науки — например, анализ при помощи метода «затраты-выпуск», определение цен производства; а также, как это видно из полного названия книги, попытался осуществить синтез трудовой теории ценности и маржинальных конструкций.
В рамках работы, ученый подвергает анализу и ревизии основные положения теории трудовой ценности и ренты Д. Рикардо, концепции распределения И. фон Тюнена, модели конкуренции О. Курно и основные положения маржинализма при помощи математических методов. Например, ученый утверждает, что Д. Рикардо не проводил четкой границы между редкими и монопольными продуктами; отмечает, что уже Ф. Галиани имел четкое представление об относительности потребительской ценности; замечает, что уже Ж. Дюпюи осознавал разницу между совокупной и предельной полезностью.

## Переводы и переиздания
Книга В. К. Дмитриева переведена на французский и английский языки:
- Essais Economiques — Esquisse de synthèse organique de la théorie de la valeur travail et de la théorie de l’utilité marginale. P., 1968
- Economic Essays on Value, Competition and Utility. Camb., 1974.

В 2001 году книга переиздана в России (М., издание ГУ-ВШЭ).